# Літу Відігал
Літу Відігал (порт. Lito Vidigal, нар. 11 липня 1969, Луанда) — ангольський футболіст, що грав на позиції захисника. По завершенні ігрової кар'єри — футбольний тренер.

## Клубна кар'єра
Народився 11 липня 1969 року в місті Луанда. Вихованець футбольної школи клубу «О Ельвас».
У дорослому футболі дебютував 1987 року виступами за нижчолігову команду «Фронтеїренсе», в якій провів один сезон. Після цього грав у складі інших нижчолігових португальських командах — «О Ельвас» та «Ештрела» (Порталегрі).
Своєю грою за останню команду привернув увагу представників тренерського штабу клубу «Кампумайоренсе», до складу якого приєднався 1991 року. Літу допоміг клубу з Кампу-Майора в першому ж сезоні 1991/92 зайняти перше місце та вийти в другий за рівнем дивізіон країни, де футболіст провів наступні три роки, зігравши у 62 матчах чемпіонату.
Влітку 1995 року уклав контракт з клубом «Белененсеш», у складі якого провів наступні сім років своєї кар'єри гравця, шість з яких у вищому дивізіоні Португалії (крім сезону 1998/99, на який команда покидала Прімейру). Більшість часу, проведеного у складі «Белененсеша», був основним гравцем захисту команди.
Протягом сезону 2002/03 років захищав кольори іншої команди Прімейри «Санта-Клара».
Завершив професійну ігрову кар'єру у рідному нижчоліговому клубі «О Ельвас». Відігал прийшов до команди 2003 року і захищав її кольори до припинення виступів на професійному рівні у 2004 році.

## Виступи за збірну
1996 року дебютував в офіційних матчах у складі національної збірної Анголи.
У складі збірної був учасником Кубка африканських націй 1998 року у Буркіна Фасо, на якому ангольці не змогли вийти з групи.
Протягом кар'єри у національній команді, яка тривала 6 років, провів у формі головної команди країни 16 матчів.

## Кар'єра тренера
Розпочав тренерську кар'єру відразу ж по завершенні кар'єри гравця, 2004 року, очоливши тренерський штаб клубу «Понтассоленсе». Після цього у сезоні 2007/08 очолював інший нижчоліговий клуб «Рібейран».
В серпні 2008 року очолив свій перший клуб з Прімейри — «Ештрелу» (Амадора), де тренував  свого молодшого брата Жозе Луїша Відігала. Проте вже в листопаді того ж року анголець був звільнений зі своєї посади і у лютому наступного року очолив «Портімоненсі». 
З жовтня 2009 року і до кінця сезону очолював клуб «Уніан Лейрія».
8 січня 2011 року Відігал був призначений головним тренером збірної Анголи, яку вивів на Кубок африканських націй 2012 року у Габоні та Екваторіальній Гвінеї, проте на самому турнірі ангольці під керівництвом Літу не змогли вийти з групи. 
З липня по жовтень 2013 року недовго очолював кіпрський АЕЛ, після чого працював з «Белененсешом». 
Влітку 2015 року очолив тренерський штаб команди «Ароука» і в першому ж сезоні зайняв з нею 5 місце та вперше в історії команди вивів її до єврокубків.
Першу половину 2017 року провів в Ізраїлі, тренуючи «Маккабі» (Тель-Авів), після чого повернувся до Португалії. Після повернення по одному сезону працював з командами «Авеша», «Віторії» (Сетубал) і «Боавішти», а частину 2020 року пропрацював із командою «Марітіму».

## Особисте життя
Відігал має одинадцять братів і сестер, четверо з яких також були професійними футболістами: Бету, Жозе Луїш, Тоні і Жорже.